# Remedios T. Romualdez
Remedios T. Romualdez (Bayan ng Remedios T. Romualdez) är en kommun i Filippinerna. Kommunen ligger på ön Mindanao, och tillhör provinsen Agusan del Norte. Folkmängden uppgår till 16 058 invånare år 2015.
Remedios T. Romualdez är indelat i 8 barangayer.